# Gens Quintia
De gens Quintia was een belangrijke patricische familie, later ook met een plebeïsche tak. Hun nomen gentile was Quintius (vrouwelijk: Quintia). Het is de meer correcte en oudere vorm van het nomen Quinctius. De Quintia gens behoorde tot de families uit Alba Longa die door Tullus Hostilius naar Rome verplaatst werden en opgenomen werden in de patricische elite van de stad. Het werd vervolgens gezien als een van de gentes minores. De leden hielden gedurende de hele periode van de Romeinse Republiek hoge posten en zelfs tot in de keizerlijke tijd produceerde ze nog mannen van grote invloed. De meestgebruikte cognomina van de gens waren Capitolinus, Cincinnatus en Flamininus. Bovendien vinden we Quintii met de volgende cognomina: Atta, Claudus, Crispinus, Hirpinus, Scapula en Trogus.

## Bekende leden van degens Quintia
- Titus Quinctius Capitolinus Barbatus, consul in 471 v.Chr., 468 v.Chr., 465 v.Chr., 446 v.Chr., 443 v.Chr. en 439 v.Chr.
- Titus Quinctius Poenus Cincinnatus, consul in 431 v.Chr. en 438 v.Chr.
- Lucius Quinctius Cincinnatus, tweemaal dictator
- Titus Quinctius Flaminius, consul in 198 v.Chr.
- Lucius Quinctius Flamininus, broer van Titus, consul in 192 v.Chr.
- Tiberius Quinctius Flaminius, censor in 189 v.Chr.
- Lucius Bruttius Quintius Crispinus, consul in 187
- Titus Quinctius Atta, dichter (- 77 v.Chr.).

## Referentie
- W. Smith, Quintia Gens, in W. Smith, Dictionary of Greek and Roman Biography and Mythology, III, Londen, pp. 633-634.